# Свердловское (Крым)
Свердло́вское  (до 1920-х годов Девле́т-Али́; укр. Свердловське, крымскотат. Devlet Ali, Девлет Али) — село в Первомайском районе Республики Крым, входит в состав Черновского сельского поселения (согласно административно-территориальному делению Украины — Черновского сельского совета Автономной Республики Крым).

## Население
| 2001 | 2014 |
| ---- | ---- |
| 352  | ↘203 |

Всеукраинская перепись 2001 года показала следующее распределение по носителям языка
| Язык             | Процент |
| ---------------- | ------- |
| русский          | 55.11   |
| крымскотатарский | 21.88   |
| украинский       | 20.45   |

### Динамика численности
| - 1806 год — 54 чел. - 1864 год — 7 чел. - 1889 год — 54 чел. - 1900 год — 77 чел. - 1915 год — 59/37 чел. | - 1926 год — 73 чел. - 1989 год — 287 чел. - 2001 год — 352 чел. - 2009 год — 185 чел. - 2014 год — 203 чел. |

## Современное состояние
На 2016 год в Свердловском числится 5 улиц и 1 территория; на 2009 год, по данным сельсовета, село занимало площадь 41,4 гектара, на которой в 69 дворах проживало 185 человек. Действует фельдшерско-акушерский пункт

## География
Свердловское — село на юго-востоке района, в степном Крыму, у границы с Красногвардейским районом, высота центра села над уровнем моря — 54 м. Ближайшие населённые пункты — Черново в 2,5 км на север, Войково около 6 км на северо-запад, Каштановка в 5,5 км на юго-запад и Известковое Красногвардейского района в 4,5 км на восток. Расстояние до райцентра около 34 километров (по шоссе), ближайшая железнодорожная станция — Урожайная на линии Солёное Озеро — Севастополь — примерно 32 километра. Транспортное сообщение осуществляется по региональным автодорогам 35Н-402 Войково — Черново — Свердловское и 35Н-401 Войково — Красногвардейское (по украинской классификации — С-0-11017 и С-0-11016).

## История
Еврейское село Свердловск возникло на рубеже 1920—1930-х годов на месте старинного крымскотатарского селения Девлет-Али: ещё на километровой карте Генштаба 1941 года, составленной по материалам 1912 года и 1920 года, село подписано старым названием, но уже на карте 1942 года — Свердловское.
Первое документальное упоминание села встречается в Камеральном Описании Крыма… 1784 года, судя по которому, в последний период Крымского ханства Девлет-Али входил в Караул кадылык Перекопского каймаканства. После присоединения Крыма к России (8) 19 апреля 1783 года, (8) 19 февраля 1784 года, именным указом Екатерины II сенату, на территории бывшего Крымского Ханства была образована Таврическая область и деревня была приписана к Перекопскому уезду. После Павловских реформ, с 1796 по 1802 год, входила в Акмечетский уезд Новороссийской губернии. По новому административному делению, после создания 8 (20) октября 1802 года Таврической губернии, Девлет-Али был включён в состав Кучук-Кабачской волости Перекопского уезда.
По Ведомости о волостях и селениях, в Перекопском уезде с показанием числа дворов и душ…  от 21 октября 1805 года в деревне Девлет-Али числилось 10 дворов и 54 жителя, исключительно крымских татар. На военно-топографической карте генерал-майора Мухина 1817 года деревня Даут ели обозначена с 7 дворами. После реформы волостного деления 1829 года деревню, согласно «Ведомости о казённых волостях Таврической губернии 1829 года» отнесли к Агъярской волости (переименованной из Кучук-Кабачской). На карте 1836 года в деревне 10 дворов, а на карте 1842 года Девлет-Али обозначен условным знаком «малая деревня», то есть, менее 5 дворов.
В 1860-х годах, после земской реформы Александра II, деревню включили в состав [Айбарской волости. В «Списке населённых мест Таврической губернии по сведениям 1864 года», составленном по результатам VIII ревизии 1864 года, Девлет-Али — владельческая деревня с 1 двором, 7 жителями и соборной мечетью при безъименной балке. По обследованиям профессора А. Н. Козловского начала 1860-х годов, вода в колодцах деревни была пресная, а их глубина составляла 10—15 саженей (21—32 м). Согласно «Памятной книжке Таврической губернии за 1867 год», деревня была покинута жителями, в результате эмиграции крымских татар, особенно массовой после Крымской войны 1853—1856 годов, в Турцию и остаётся в развалинах. На трехверстовой карте Шуберта 1865—1876 года деревня уже не обозначена. В «Памятной книге Таврической губернии 1889 года» по результатам Х ревизии 1887 года, записан уже заселённый Джевлет-Эли Григорьевской волости, с 8 дворами и 54 жителями.
После земской реформы 1890 года деревню отнесли к Александровской волости. Согласно «…Памятной книжке Таврической губернии на 1892 год», в поселении Девлет-Али, не входившем ни в одно сельское общество, не числилось жителей и домохозяйств, так как деревней владели разночинцы, но земля официально числилась за дворянином Тайганским. По «…Памятной книжке Таврической губернии на 1900 год» в деревне числилось 77 жителей в 4 дворах. В 1911 году, согласно энциклопедическому словарю «Немцы России», в Девлет-Али поселились крымские немцы-лютеране. По Статистическому справочнику Таврической губернии. Ч.II-я. Статистический очерк, выпуск пятый Перекопский уезд, 1915 год, в деревне Девлет-Али Александровской волости Перекопского уезда числилось 11 дворов (3 двора с землёй, 8 — безземельные) с немецким населением в количестве 58 человек приписных жителей и 37 — «посторонних», из которых 48 мужчин и 47 женщин. Жители владели 379 десятинами удобной земли. В хозяйствах имелось 67 лошадей, 36 волов, 29 коров и 32 головы мелкого скота.
После установления в Крыму Советской власти и учреждения 18 октября 1921 года Крымской АССР, в составе Джанкойского уезда был образован Курманский район, в состав которого включили село. В 1922 году уезды получили название округов. 11 октября 1923 года, согласно постановлению ВЦИК, в административное деление Крымской АССР были внесены изменения, в результате которых был ликвидирован Курманский район и село включили в состав Джанкойского. Согласно Списку населённых пунктов Крымской АССР по Всесоюзной переписи 17 декабря 1926 года, в селе Девлет-Эли Акчоринского (русского) сельсовета Джанкойского района, числилось 17 дворов, все крестьянские, население составляло 73 человека. В национальном отношении учтено: 63 немца, 9 украинцев и 1 русский. Постановлением ВЦИК РСФСР от 30 октября 1930 года был создан Фрайдорфский еврейский национальный район (переименованный указом Президиума Верховного Совета РСФСР № 621/6 от 14 декабря 1944 года в Новосёловский) (по другим данным 15 сентября 1931 года) и Свердловск включили в его состав. К тому же времони относится и первое упоминание села под новым названием, как центра национального сельсовета. После разукрупнения в 1935-м и образования также еврейского национального Лариндорфского (с 1944 — Первомайский), село переподчинили новому району. К 1940 году сельсовет был упразднён — вероятно, это произошло в 1937 году вместе с ликвидацией национальных районов. Вскоре после начала войны часть еврейского населения Крыма была эвакуирована, из оставшихся под оккупацией большинство расстреляны.
С 25 июня 1946 года Свердловское в составе Крымской области РСФСР, а 26 апреля 1954 года Крымская область была передана из состава РСФСР в состав УССР. Время включения в Войковский сельсовет пока не выяснено: на 15 июня 1960 года село уже числилось в его составе. Указом Президиума Верховного Совета УССР «Об укрупнении сельских районов Крымской области», от 30 декабря 1962 года был упразднён Первомайский район и село присоединили к Красногвардейскому. 8 декабря 1966 года был восстановлен Первомайский район и село вернули в его состав. С 1984 года село в Черновском сельсовете. По данным переписи 1989 года в селе проживало 287 человек. С 12 февраля 1991 года село в восстановленной Крымской АССР, 26 февраля 1992 года переименованной в Автономную Республику Крым. С 21 марта 2014 года в составе Крыма аннексировано Россией.
12 мая 2016 года парламент Украины, не признающий российскую аннексию, принял постановление о переименовании села в Девлет-Али (укр. Девлет-Алі), в соответствии с законами о декоммунизации, однако данное решение не вступает в силу до «возвращения Крыма под общую юрисдикцию Украины».